# Gaiking
Demon Dragon of the Heavens Gaiking (яп. 大空魔竜ガイキング Даику Дурагон Марую Гаикингу) — японский аниме-сериал, выпущенный студией Toei Animation. Транслировался по телеканалу Fuji TV с 1 апреля 1976 года по 27 января 1977 года. Всего выпущены 44 серии аниме. Сериал был дублирован на Итальянском и Испанском языке, дважды лицензирован американскими компаниями и транслировался на территории Филиппин. По мотивам сериала была выпущена новая версия сериала Gaiking: Legend of Daikuu-Maryuu (яп. ガイキング LEGEND OF DAIKUU-MARYUU), которая транслировалась по телеканалу TV Asahi с 12 ноября 2005 года по 24 сентября 2006 года. Всего было выпущено 39 серий аниме.

## Сюжет
Планета Зела сталкивается разрушительной силой чёрной дыры и её жители начинают мутировать. Так инопланетяне решают сделать Землю своим новым домом и вторгаются, используя «Армию Тёмного ужаса». Единственный, кто может им противостоять — Сансиро Цувабуки, бывшая звезда бейсбола, который стал пилотировать супер-робота, созданного профессором Даймондзи. При этом только Сансиро способен управлять роботом, как его нервные импульсы совпадают с ним, предыдущие люди при попытке управлять роботом — умирали. Примечательно, что в отличие от роботов из предыдущих аниме-сериалов, на туловище робота изображена голова, похожая на череп.

### Аниме 2005 года
За 5 лет до основных событий Дайа Цувабуки мирно проводил время с отцом на рыбалке, когда внезапно напали гигантские монстры. Дайа оказывается спасённым, но он не знает, что случилось с его отцом, однако он всё ещё верит, что отца жив, в то время, как остальные близкие считают наоборот. Когда таинственные монстры снова нападают на город, Дайа становится пилотом супер-робота, чтобы предотвратить захват Земли.

## Отличия новой от старой версии
Сюжет в новом сериале и её персонажи практически полностью меняются. Единственное, что осталось практически неизменных — робот Гайкинг, однако он обладает рядом новых функций и возможностей. Главные герои двух сериалов: (Сансиро и Дайа) также имеют одинаковую фамилию — Цувабуки, хотя разные люди.

## Борьба за авторское право
При выпуске сериала, студия Toei Animation указывала Акио Сугино, как основного автора идеи и сценария сериала. Однако в реальности автором идеи был Го Нагай. При этом сотрудники студии преднамеренно заменили имя, чтобы избежать уплаты роялти. Так Нагай в знак протеста прекратил сотрудничать с Toei и подал на неё в суд. Судебное разбирательство длилось более 10 лет. Го Нагай также подтвердил на выставке Comic-Con в 2007 году, что является настоящим автором сценария сериала Gaiking.

## Роли озвучивали
(1976)
- Акира Камия — Сансиро Цувабуки
- Хидэкацу Сибата — доктор Даймондзи
- Кан Токумару — Фан Ли
- Китон Ямада — Гэн Сакон
- Кэньити Огата — Бунта Хаями
- Макио Иноуэ — Питер Ричардсон
- Мами Кояма — Мидори Фудзияма

(2005)
- Маюми Танака — Дайя Цувабуки
- Тору Окава — Капитан Гаррис
- Томоко Каваками — Лулу
- Рэйко Киути — Пурия
- Такэси Кусао — Джиан Ксин
- Хидэюки Танака — Сакон
- Наоми Синдо — Наото Хаями